# Siegfried Taubert

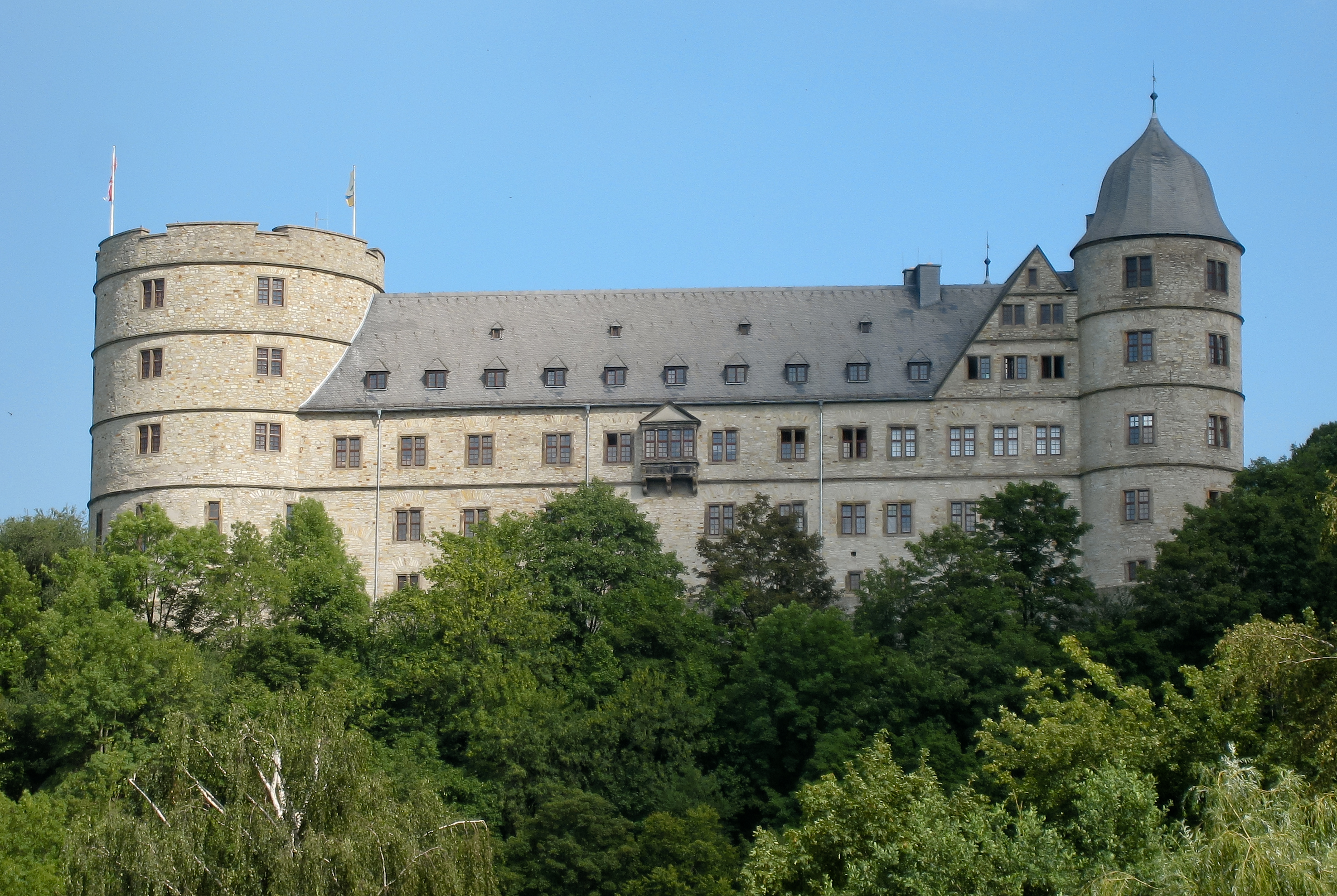
Slottet Wewelsburg.

Siegfried Taubert, född 11 december 1880 i Brallentin, Provinsen Pommern, död 13 februari 1946 i Kiel, var en tysk SS-Obergruppenführer och generallöjtnant i polisen. Han var kastellan på slottet Wewelsburg, som var ett av SS:s högkvarter, och därtill direktor för SS-Schule Haus Wewelsburg. Tauberts äldsta dotter var gift med Ernst-Robert Grawitz.

## Utmärkelser
Siegfried Tauberts utmärkelser
- Järnkorset av första klassen
- Järnkorset av andra klassen
- Krigsförtjänstkorset av andra klassen med svärd
- Såradmärket i svart
- Ärekorset (Ehrenkreuz für Frontkämpfer)
- Landesorden
- SS Hederssvärd
- SS-Ehrenring (Totenkopfring der SS)